# Берсеневка (Мордовия)
Берсеневка — село в Лямбирском районе Мордовии. Административный центр Берсеневского сельского поселения.
Расположено у западной окраины Саранска, в 7 км от железнодорожной станции Саранск I и в 9 км к югу от села Лямбирь.
В инфраструктуре села — средняя школа, магазины, клуб, библиотека; проведен газопровод.

## История
Основано в середине XVII века. Название-антропоним: владельцем населённого пункта был Б. Г. Берсенев из служилых людей на Атемарской засечной черте. Его имя упоминается в «Указе царя Фёдора из Приказа Казанского дворца в Саранске» (1679).
В «Списке населённых мест Пензенской губернии» (1869) Берсеневка — деревня владельческая из 52 дворов (458 чел.) Саранского уезда. В 1894 г. в селе было 89 дворов (575 чел.); в 1914 г. — 103 двора, 2 общины. В 1930-е гг. образован колхоз, позднее совхоз «Димитровский», с 1998 г. — молочно-овощной СХПК «Пригородный».
Берсеневка — родина заслуженного учителя МАССР Р. А. Суворовой, заслуженного тренера по спортивной ходьбе В. М. Чёгина.

## Население
| 2002 | 2010  |
| ---- | ----- |
| 2449 | ↗2553 |

Население — преимущественно русские.

## Источник
- Энциклопедия Мордовия, Т. М. Котлова.